# Santo Isidoro (Marco de Canaveses)
Santo Isidoro ist ein Dorf im portugiesischen Kreis Marco de Canaveses. In ihm leben 1519 Einwohner (Stand: 30. Juni 2011).
Bis zum Inkrafttreten der kommunalen Neuordnung Portugals am 29. September 2013 bildete Santo Isidoro eine eigene Gemeinde (Freguesia). Sie wurde mit der Gemeinde Toutosa zur neuen Gemeinde Livração zusammengeschlossen. Der Verwaltungssitz der neuen Gemeinde befindet sich in Toutosa.